# فوکر اف.۵
فوکر اف.۵ (به انگلیسی: Fokker F.V) یک هواپیمای ساختِ فوکر است. این هواپیما در ۷ دسامبر ۱۹۲۲ میلادی نخستین پرواز خود را انجام داد.